# Yasuko Tomita
Pour les articles homonymes, voir Tomita.
Yasuko Tomita (富 田靖子, Tomita Yasuko), née à Shime, dans la préfecture de Fukuoka au Japon, le 27 février 1969, est une actrice japonaise.

## Filmographie sélective

### Au cinéma
- 1983 : Aiko 16 sai (アイコ十六歳?) d'Akiyoshi Imazeki (ja)
- 1984 : Tokimeki kaigan monogatari (ときめき海岸物語?) de Yoshitaka Asama
- 1987 : Les Complexées (BU・SU, Busu?) de Jun Ichikawa
- 1989 : Les Copains d'abord (あ・うん, A un?) de Yasuo Furuhata : Satoko Mizuta
- 1995 : The Christ of Nanjing (en) (南京的基督) de Tony Au
- 2020 : Fukushima 50 de Setsurō Wakamatsu : Tomiko Izaki

## Distinctions

### Récompenses
- 1985 : prix de la meilleure nouvelle actrice pour ses interprétations dans Aiko 16 sai et Tokimeki kaigan monogatari aux Japan Academy Prize[1]
- 1988 : prix de la meilleure actrice pour son interprétation dans Les Complexées au festival du film de Yokohama
- 1995 : prix de la meilleure actrice pour son interprétation dans The Christ of Nanjing (en) au festival international du film de Tokyo

### Sélections
- 1985 : prix de la meilleure nouvelle actrice pour son interprétation dans Aiko 16 sai au festival du film de Yokohama
- 1990 : prix de la meilleure actrice dans un second rôle pour son interprétation dans Les Copains d'abord aux Japan Academy Prize[2]